# Calycomyza melantherae
Calycomyza melantherae är en tvåvingeart som beskrevs av Spencer 1966. Calycomyza melantherae ingår i släktet Calycomyza och familjen minerarflugor. Inga underarter finns listade i Catalogue of Life.